# Оса (місто)
Оса (рос. Оса) — місто (з 1737 року) в Росії, адміністративний центр Осинського району Пермського краю. Входить до складу муніципального утворення Осинське міське поселення і є його адміністративним центром.

## Географія
Місто розташоване на середній Камі на лівому березі Воткінського водосховища при впадінні річки Тулва, на північний захід від крайового центру, відстань до Пермі по автомобільній трасі 141 кілометр, по річці Камі 193 км. Найближча до міста залізнична станція Чорнушка віддалена на 98 км.

## Історія
Місто Оса засноване в 1591 році як один з опорних пунктів Російської держави на його східній околиці і спочатку називався Ново-Микільською слободою.
До 1621 року біля слободи з'явилося кілька російських сіл.
У XVII-XVIII ст. Осинська слобода була центром адміністративної одиниці - Осинський даруга, яка входила до складу  Уфимського повіту.
У 1733 році в Осі зупинялася 2-я Камчатська експедиція В. Берінга.
13 серпня 1737 року Оса отримала статус міста з визначенням в ньому особливого воєводи від Сенату.
У 1781 року м Оса стає повітовим містом Пермського намісництва. У XVII столітті через Осу проходив Сибірський тракт.
Основним заняттям населення міста було сільське господарство. Поступово в місті виникають фабрично-заводські підприємства, переважно з переробки лісу та продуктів тваринництва. До 1860 року в місті розміщувалися Рогізна (Кульова) фабрика, дві шкіряних фабрики, миловарний і салотоплений заводи, два цегельних заводи, «сірникова» фабрика. Але всі ці «фабричні заклади» представляли собою невеликі підприємства. Найбільшою була Рогізна фабрика, в 1879 році на ній працювало до 180 робітників. Рогожі і кулі знаходили збут в Пермській губернії і на Нижегородському ярмарку.
Важливим етапом у розвитку Оси слід вважати 1963 рік, в якому було розпочато нафтовидобуток на родовищах, відкритих поблизу Оси в 1960 році. З появою Осинськнафта в місті посилилося нове житлове будівництво. Великими підприємствами Оси були машинобудівний завод, що випускав обладнання для тваринницьких ферм і пивоварний завод, який обслуговував Осинський і суміжні райони. Завод випускав пиво, безалкогольні напої, кондитерські вироби, харчові концентрати. Хлібоприймальне пункт обслуговує також господарства прилеглих районів. Міжрайонні функції виконував і м'ясокомбінат. Хлібокомбінат працює на своє місто і район, також працювали молочний завод, м'ясокомбінат, молокозавод та побуткомбінат. Існують приватні підприємства, що виробляють хлібну продукцію. З 2008 року в місті працює підприємство з випуску базальтового волокна. У місті багато магазинів самообслуговування.
На базі лісових ресурсів району працюють Осинський лісгосп і Осинський ліспромгосп. Лісгосп займається вивезенням деревини, пиломатеріалів, виготовленням зрубів будинків. У місті є невелика друкарня. Економічні та соціальні проблеми Оса вирішує за рахунок власного потенціалу та ресурсів свого району - агроприродних, нафтових, лісових.

## Галерея

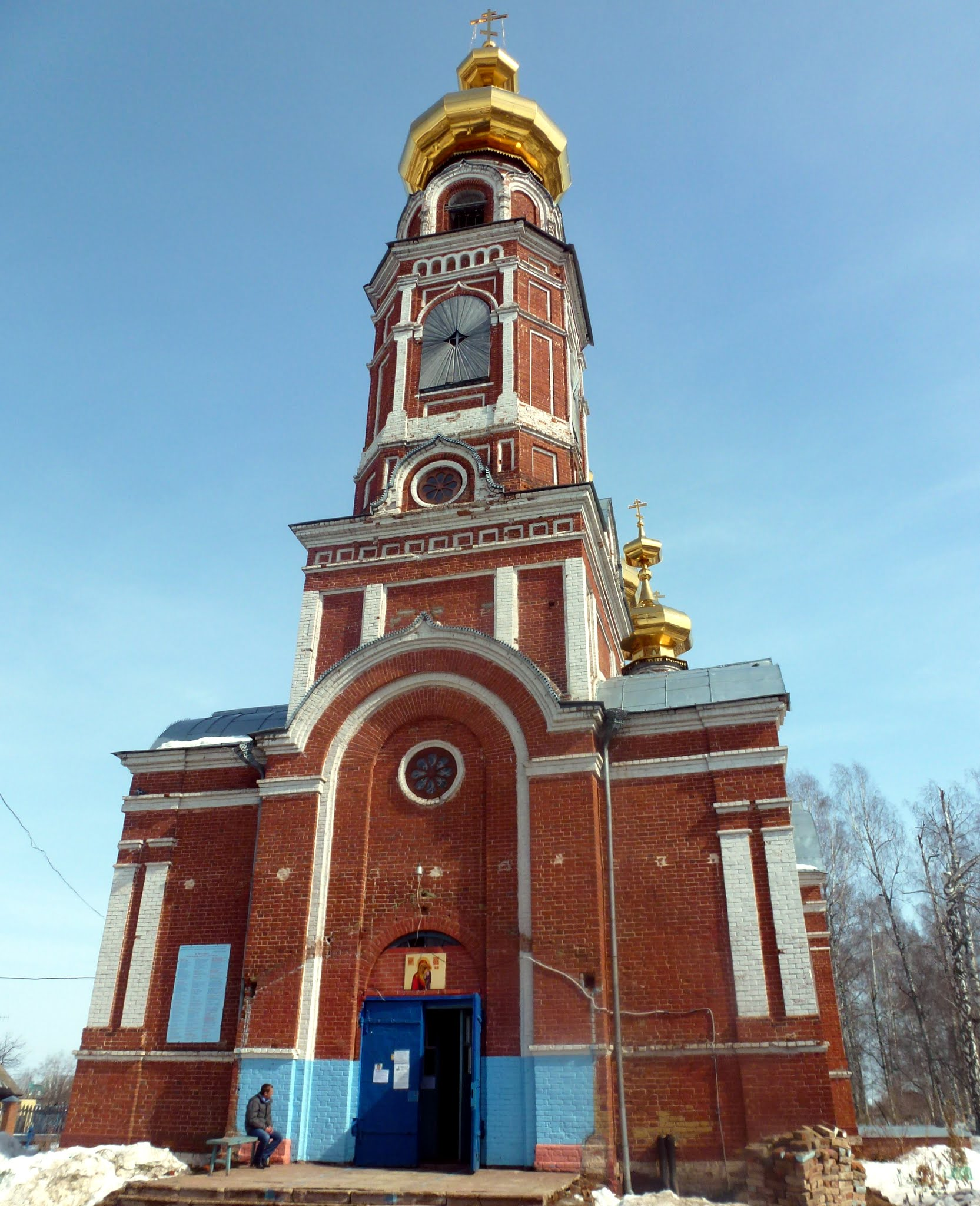
Церкова Казанської ікони Божої Матері
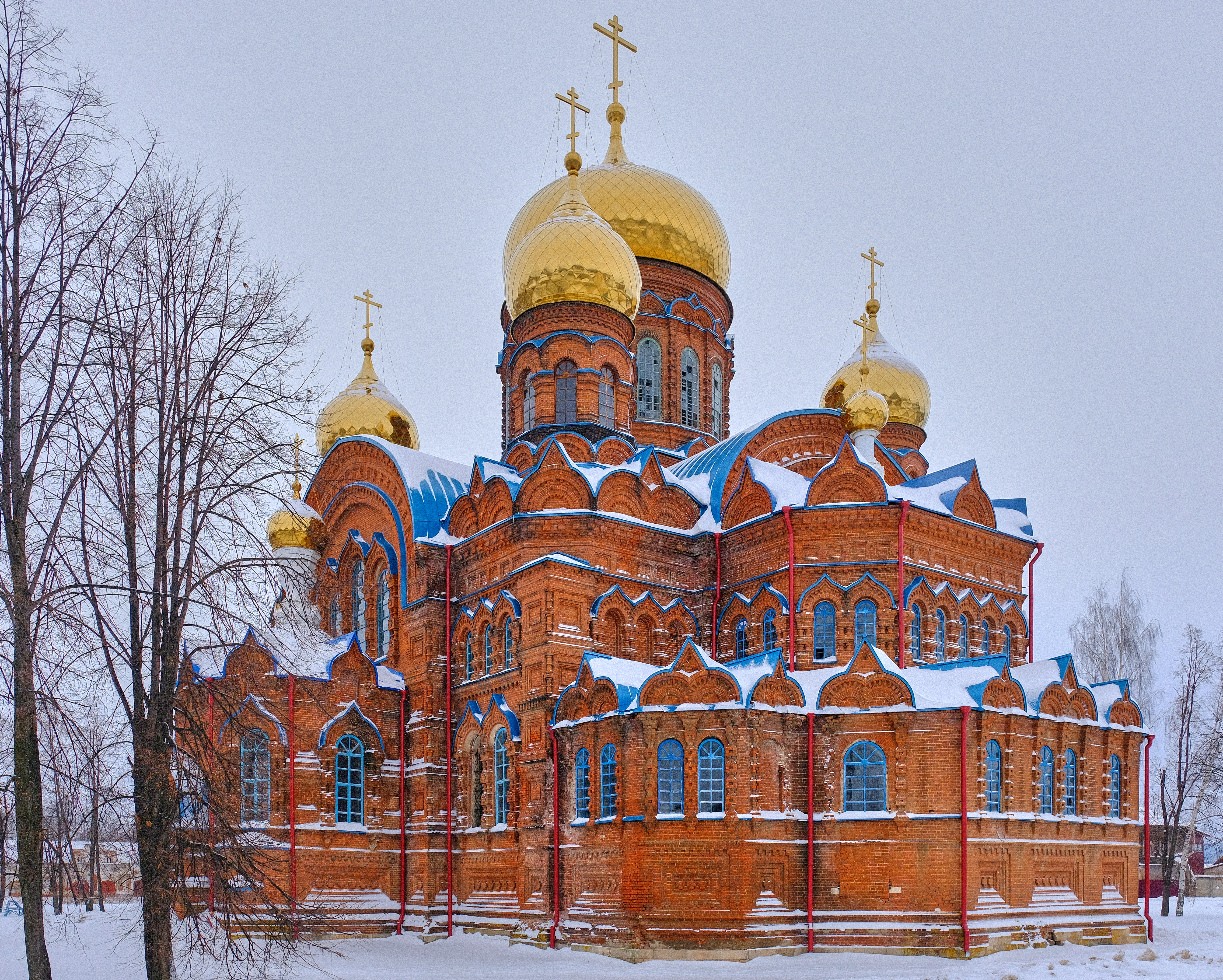
Троїцький собор
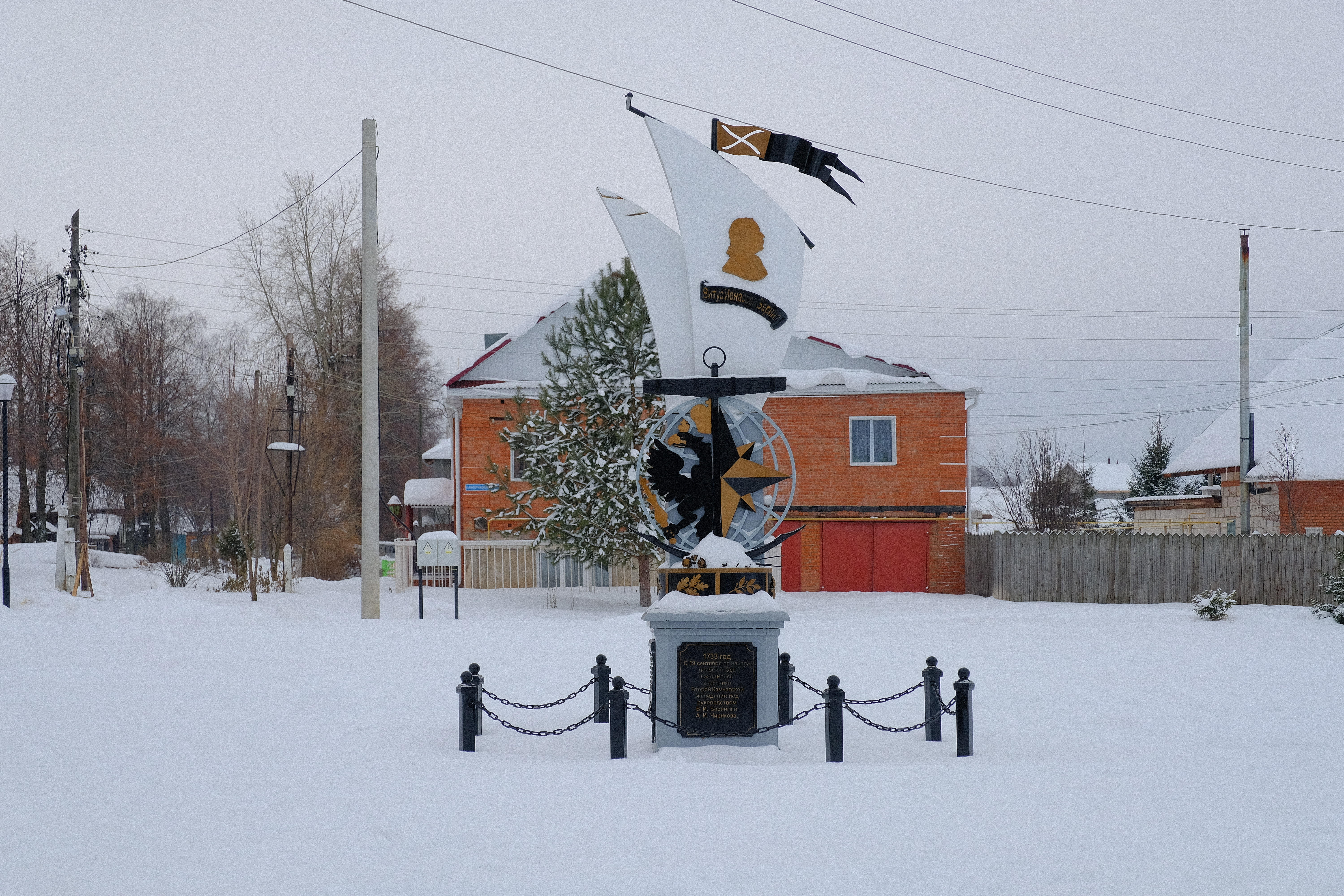
Пам'ятник учасникам 2-ї камчатської експедиції
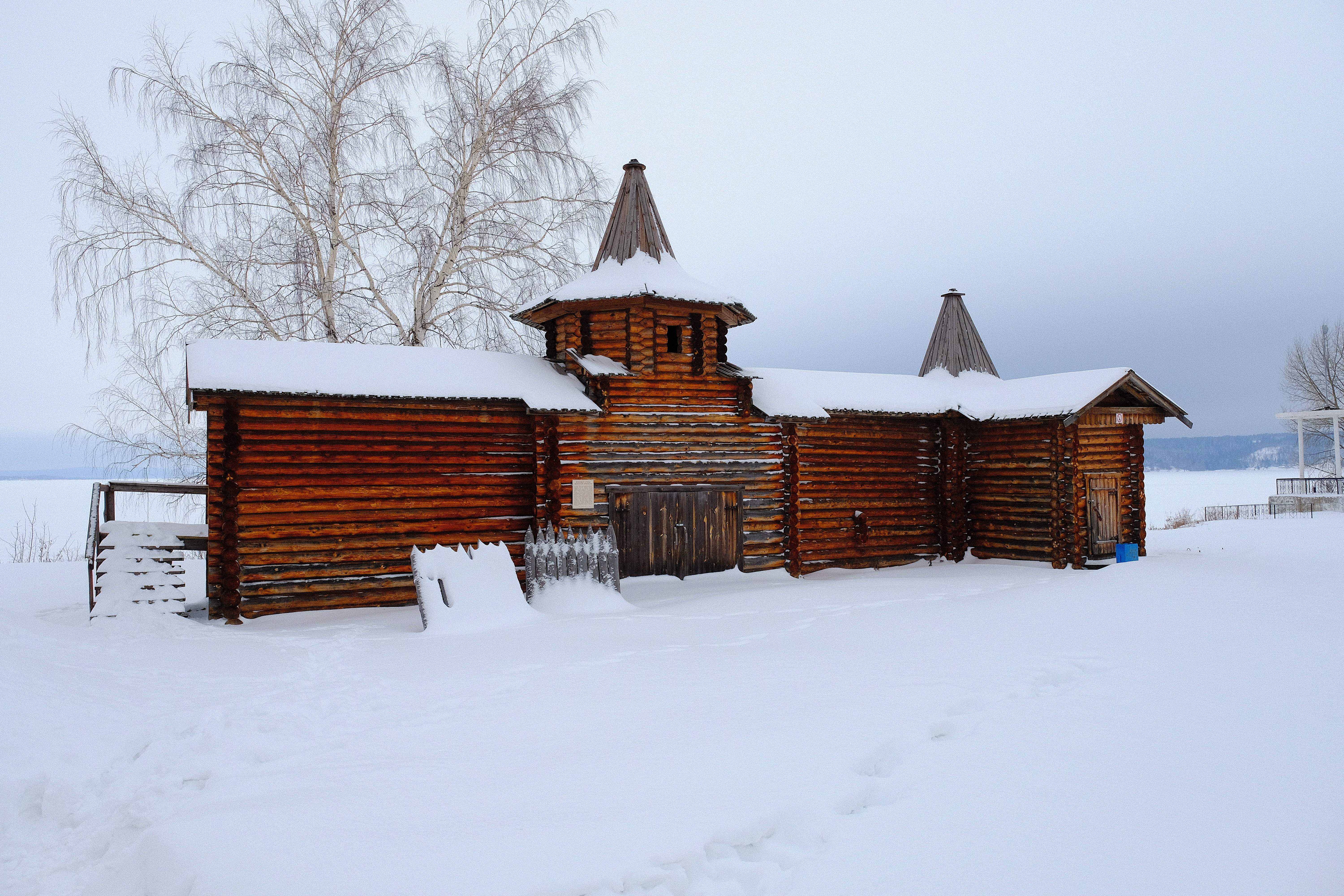
Реконструкція мурів Осинської фортеці
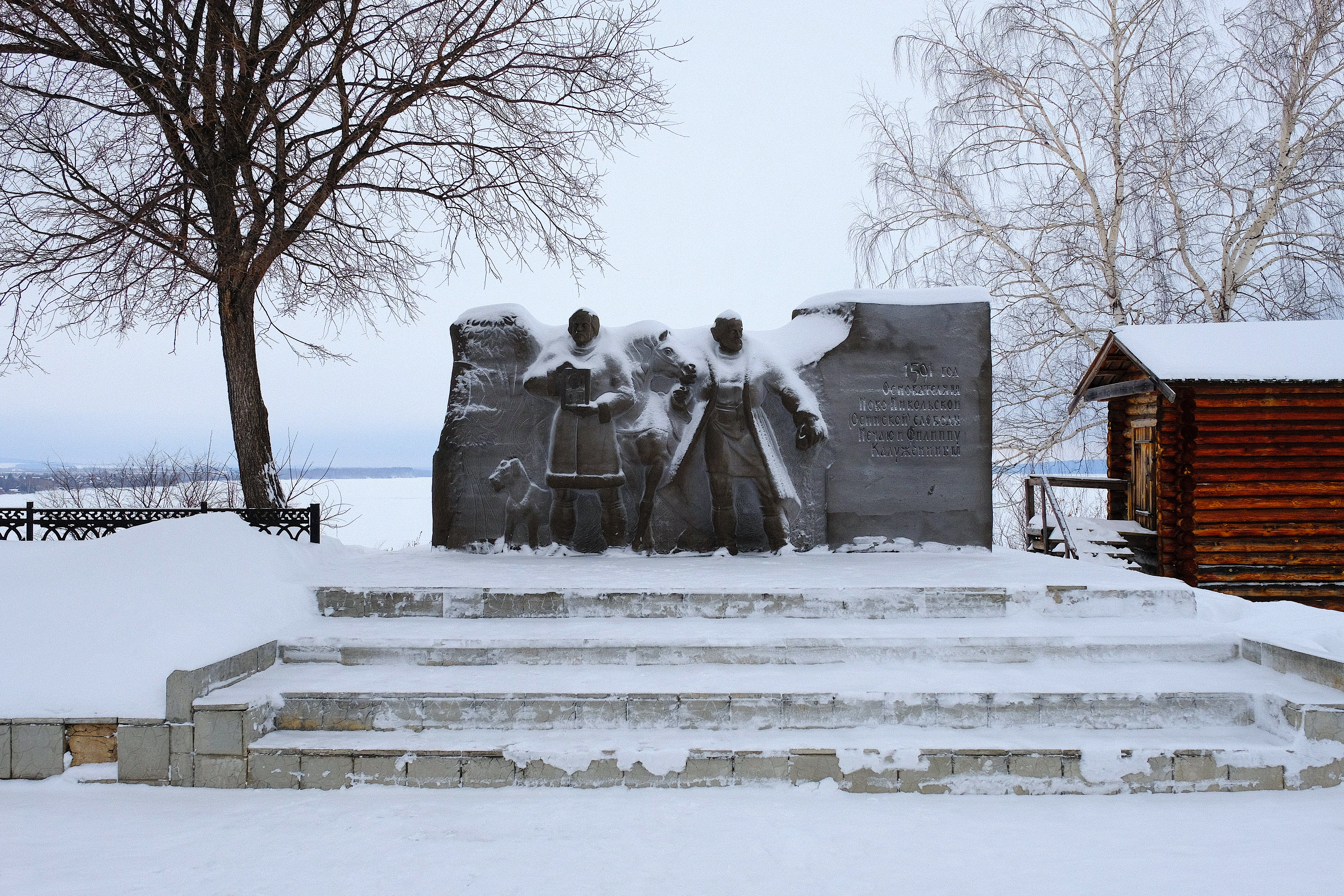
Пам'ятник засновникам міста
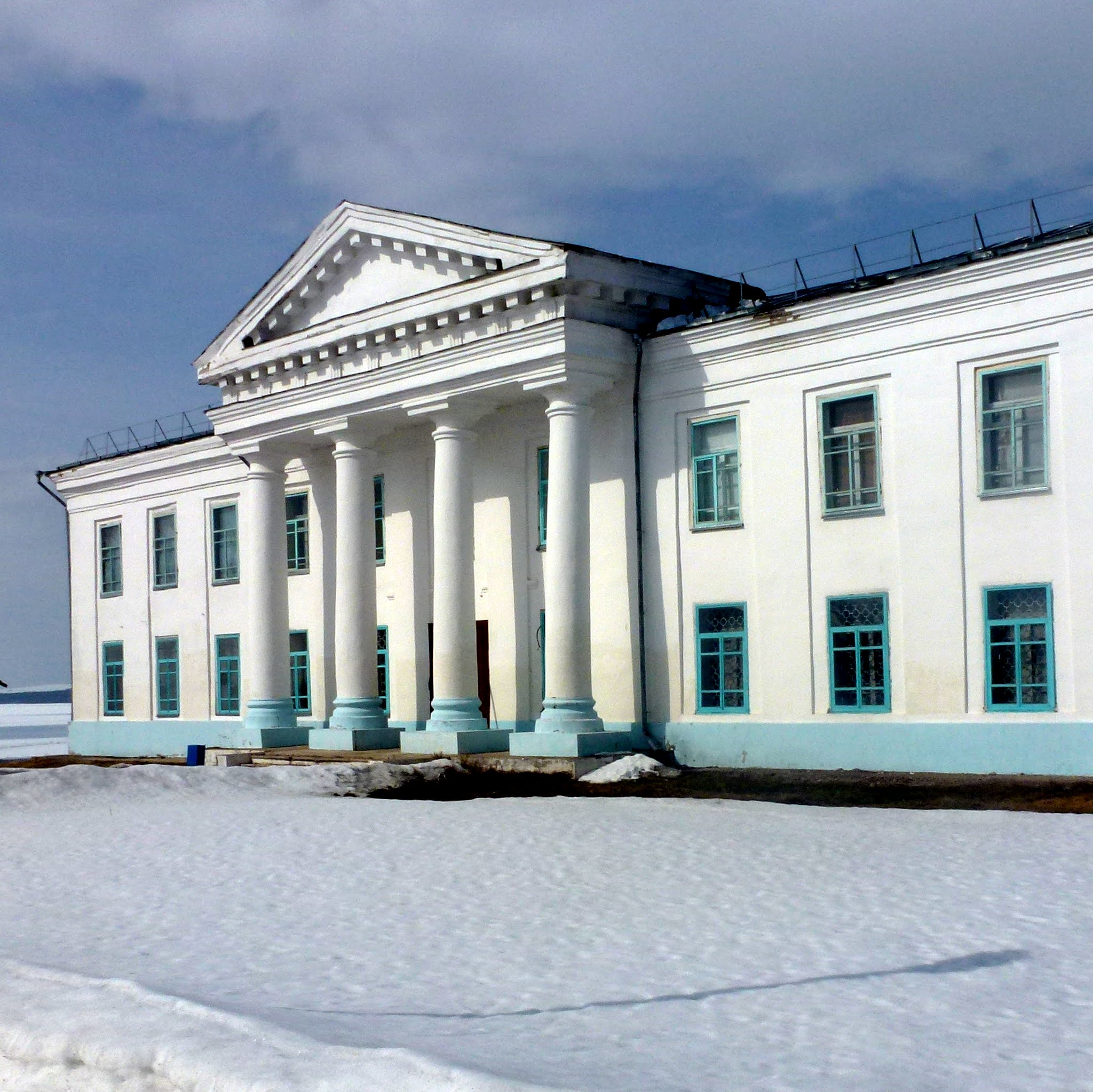
Осинський краєзнавчий музей